# Imunizace
Imunizace je děj, při kterém je jedinec vystaven působení látky, která je uzpůsobená tak, že posiluje jeho imunitní systém. Tato látka je nazývána imunogen.

## Imunizace

### Aktivní imunizace
je proces stimulace specifickým antigenem k podpoře tvorby protilátek v těle. Aktivní imunizace přiměje tělo k tomu, aby produkovalo vlastní protilátky a pokračovalo v jejich produkci díky paměťovým buňkám, které se tvoří. Tedy ochrana bude trvat po nemoci i po očkování několik let, v některých případech může trvat až celý život. Aktivní imunizace není bez rizik, i když výzkum podporuje účinnost imunizačních programů jako opatření ke snížení výskytu vážných forem daných infekčních onemocnění a ke snížení výskytu infekčních onemocnění.

### Pasivní imunizace
je časově omezená imunizace navozena podáváním předem vytvořené protilátky nebo specificky senzibilizovaných lymfoidních buněk do systému. Očkovaná osoba je chráněna pouze tak dlouho, dokud tyto protilátky či buňky zůstávají v její krvi a jsou aktivní, pak zanikají. Přistupuje se k ní pouze při akutních život ohrožujících stavech a lze použít jen jednou daného typu. Prodávané protilátky jsou produkovány jiným živým organismem a tudíž jejich přítomnost sama vyvolá imunitní reakci proti nim.

#### Začátek očkování na Evropském kontinentě
Očkovací látky se připravovaly z těch nejvíce patogenních kmenů, které byly šířeny napříč národy a státy. Používaly se různé typy očkovacích látek a díky postupujícím znalostem mikrobiologů a posléze imunologů docházelo průběžně k jejich čištění, hledání optimálního typu, dávky, stupně atenuace, způsobu inaktivace, rozšiřování škály očkovacích látek a v neposlední řadě posilování jejich účinků.
První podávání očkovací látky na našem území začalo už v roce 1770 tzv. valorizací. Přispěla k tomu situace v rodině císařovny a české královny Marie Terezie (1717–1780). Z jejích 16 dětí 6 zemřelo v dětském věku na infekční onemocnění a umírala i její vnoučata. Začala probíhat první valorizace, tj. podávání variol – původců pravých neštovic (ds DNA virus, Poxviridae), které byly upraveny různými způsoby. V roce 1789 začala probíhat vakcinace kravskými neštovicemi, protože bylo odhaleno, že dojičky krav infinkovaných kravskými neštovicemi jsou vůčí pravým neštovicím imunní. Tím započalo mýcení pravých neštovic neštovicemi planými (dsDNA virus Varicella zoster). V letech 1958–1960 byla zavedena purifikace (čištění) očkovacích látek, čímž se zredukoval počet nežádoucích účinků, které nečištěné vakcíny způsobovaly. Purifikované vakcíny mají vzácné a vesměs lokální nežádoucí účinky u většiny populace.

#### Očkovací látky ve 20. století, vysvětleníkonjugace
Očkovací látky/imunogeny jsou bezpečnější, nemohou způsobit dané onemocnění, ale protože nejsou samy o sobě tak imunogenní, účinné, musí se spojovat - konjugovat. Využívají pouze části mikroorganismů, obvykle pouze molekuly, které přímo vyvolávají imunitní odpověď. Je to bezpečnější forma zvýšení aktivity imunitního systému v ochraně před nemocí.
Bakteriální molekula toxin/anatoxin je antigen/imunogen produkovaný živým organismem, má škodlivé účinky na hostitele a vyvolává jeho poškození. Existují dva druhy.
- Exotoxiny jsou látky bílkovinné povahy, které produkují a uvolňují do okolí některé živé bakterie (nebo houby). Jsou termolabilní (podléhají vysoké teplotě) a používají se k přípravě očkovacích látek jako toxoid neboli anatoxin, např. difterový (záškrt) a tetanový toxin. Jsou důležité pro očkování, protože jsou to bílkoviny. Molekuly bílkovinné povahy jsou nejlepší imunogeny .

- Endotoxin, který je součástí stěny Gram- bakterií, se uvolňuje až po rozpadu buňky z obalových struktur. Je termostabilní, a tvoří ho lipopolysacharid (LPS). Kapsule je pouzdro, vnější ochranná vrstva některých Gram+ a Gram- bakterií. Bývá polysacharidové povahy (složité cukry), a je to významný faktor virulence/patogenity.

#### Konjugace. kombinace očkovacích látek
Cukry (sacharidy) a tuky (lipidy, lipopolysacharid) jsou velmi špatné imunogeny, nevyvolávají silné imunitní reakce. Bohužel cukry a tuky jsou velmi často molekuly součástí obranných mechanismů bakterií a proto důsledek špatné imunogenicity infekčních molekul jsou konjugované/kombinované vakcíny. př.bílkovinný antigen záškrtu nebo/a tetanu + antigen cukerné povahy proti streptokoku, hemofilu. Existují tedy bi/tri/hexavalentní vakcíny, což jsou kombinované vakcíny se složkami proti několika typům infekčního agens. Kombinováním se imunogenní účinek všech zvyšuje. Ne všem infekčním nemocem lze předejít pouze imunizací, protože imunitní odpověď vyvolaná pouze imunogenní molekulou nemusí být dostatečně silná, nebo paměťové lymfocyty nepřežívají dlouhou dobu nebo se nevytvoří.